# Tourist Trophy 1959
Il Tourist Trophy fu la seconda prova del motomondiale 1959, nonché la 41ª edizione della prova.
Si svolse il 1, il 3 e il 6 giugno 1959 e vi corsero tutte le classi disputate in singolo, nonché i sidecar. Gareggiarono per prime il 1º giugno le 350, le 125, le 250 e i sidecar corsero il 3 giugno, il 6 si svolse la gara della 500.
La classe sidecar e le 125 e 250 disputarono la gara sul circuito Clypse e solo le due categorie di maggior cilindrata si svolsero sul Circuito del Mountain.
Tutte le gare in singolo, come già l'anno precedente vennero vinte da piloti equipaggiati da moto della MV Agusta.
I piloti britannici di casa si imposero in due delle quattro gare disputate in singolo grazie a John Surtees che si impose sia in classe 500 che in 350 (anche in questo caso ripetendo i successi del 1958); Tarquinio Provini ottenne la vittoria nelle 250 (vinta anche nel 1958) e nelle 125; l'equipaggio tedesco Walter Schneider/Hans Strauß si impose tra le motocarrozzette.
L'edizione del 1959 viene ricordata sia per delle prime volte che per delle ultime volte: fu la prima volta che si presentò in gara una casa motociclistica giapponese; la Honda che schierò 4 piloti giapponesi al via della classe 125 e ottenne anche il primo punto iridato della sua storia grazie al sesto posto ottenuto da Naomi Taniguchi (fu questa l'unica partecipazione al motomondiale durante la stagione). Fu anche la prima volta che nelle classifiche apparve un pilota statunitense, si trattò di Ed La Belle che a bordo di una BMW si piazzò al 20º posto del Senior TT.
Fu questa invece l'ultima volta che si disputarono delle gare sul circuito accorciato del Clypse nonché furono le ultime apparizioni in gara al Tourist Trophy per il pluriiridato Geoff Duke e per l'altrettanto iridato dei sidecar Cyril Smith.

## Classe 500
La gara della classe regina era in programma per il 5 giugno ma non poté essere disputata in quella data a causa delle avverse condizioni atmosferiche e venne spostata al giorno successivo.
Al Senior TT furono 58 i piloti alla partenza e 22 vennero classificati al termine della gara. Tra i piloti ritirati vi furono Mike Hailwood, Ken Kavanagh, Jim Redman, John Hartle, Jack Findlay e Jack Brett.

### Arrivati al traguardo (prime 10 posizioni)
| Pos. | Pilota           | Moto      | Tempo      | Punti |
| ---- | ---------------- | --------- | ---------- | ----- |
| 1    | John Surtees     | MV Agusta | 3h 00:13.4 | 8     |
| 2    | Alastair King    | Norton    | + 5:07.6   | 6     |
| 3    | Bob Brown        | Norton    | + 10:43.0  | 4     |
| 4    | Derek Powell     | Matchless | + 11:00.8  | 3     |
| 5    | Bob McIntyre     | Norton    | + 12:14.4  | 2     |
| 6    | Paddy Driver     | Norton    | + 14:42.0  | 1     |
| 7    | Alan Shepherd    | Matchless | + 16:14.0  |       |
| 8    | George A. Catlin | Matchless | + 17:20.2  |       |
| 9    | Ralph Rensen     | Norton    | + 17:54.8  |       |
| 10   | Peter Pawson     | Norton    | + 18:08.0  |       |

## Classe 350
Fu questa la prima gara disputatasi il 1º giugno; allo Junior TT furono 69 i piloti alla partenza e 51 quelli classificati al termine della corsa. Tra i ritirati Ken Kavanagh, Bob McIntyre, Mike Hailwood, Jack Findlay, Dickie Dale e Paddy Driver.
Fu la prima volta che venne utilizzata la partenza a moto tutte schierate dopo che nelle edizioni precedenti i concorrenti partivano distanziati l'uno dall'altro.

### Arrivati al traguardo (prime 10 posizioni)
| Pos. | Pilota         | Moto      | Tempo    | Punti |
| ---- | -------------- | --------- | -------- | ----- |
| 1    | John Surtees   | MV Agusta | 2h 46:08 | 8     |
| 2    | John Hartle    | MV Agusta |          | 6     |
| 3    | Alastair King  | Norton    |          | 4     |
| 4    | Geoff Duke     | Norton    |          | 3     |
| 5    | Bob Anderson   | Norton    |          | 2     |
| 6    | Dave Chadwick  | Norton    |          | 1     |
| 7    | Bob Brown      | Norton    |          |       |
| 8    | Derek Minter   | Norton    |          |       |
| 9    | Terry Shepherd | Norton    |          |       |
| 10   | George Catlin  | Norton    |          |       |

## Classe 250
Nel Lightweight TT furono 27 i piloti alla partenza e 12 quelli classificati al termine della prova. Tra i ritirati vi furono Luigi Taveri, Ernst Degner, Horst Fügner e Mike Hailwood.

### Arrivati al traguardo
| Pos. | Pilota            | Moto      | Tempo      | Punti |
| ---- | ----------------- | --------- | ---------- | ----- |
| 1    | Tarquinio Provini | MV Agusta | 1h 23:15.8 | 8     |
| 2    | Carlo Ubbiali     | MV Agusta |            | 6     |
| 3    | Dave Chadwick     | MV Agusta |            | 4     |
| 4    | Tommy Robb        | GMS       |            | 3     |
| 5    | Horst Kassner     | NSU       |            | 2     |
| 6    | Rudi Thalhammer   | NSU       |            | 1     |
| 7    | Arthur Wheeler    | NSU       |            |       |
| 8    | J Autengruber     | NSU       |            |       |
| 9    | Fron Purslow      | NSU       |            |       |
| 10   | Siegfried Lohmann | NSU       |            |       |
| 11   | N Orr             | NSU       |            |       |
| 12   | B Andersson       | Velocette |            |       |

## Classe 125
Nell'Ultra-Lightweight TT furono 34 i piloti alla partenza e 18 classificati al traguardo. Tra i ritirati Ernst Degner, Francesco Villa, Bruno Spaggiari e Ken Kavanagh.

### Arrivati al traguardo (prime 10 posizioni)
| Pos. | Pilota            | Moto      | Tempo      | Punti |
| ---- | ----------------- | --------- | ---------- | ----- |
| 1    | Tarquinio Provini | MV Agusta | 1h 27:25.2 | 8     |
| 2    | Luigi Taveri      | MZ        |            | 6     |
| 3    | Mike Hailwood     | Ducati    |            | 4     |
| 4    | Horst Fügner      | MZ        |            | 3     |
| 5    | Carlo Ubbiali     | MV Agusta |            | 2     |
| 6    | Naomi Taniguchi   | Honda     |            | 1     |
| 7    | Giichi Suzuki     | Honda     |            |       |
| 8    | Teisuke Tanaka    | Ducati    |            |       |
| 9    | Tommy Robb        | Ducati    |            |       |
| 10   | Fron Purslow      | Ducati    |            |       |

## Sidecar TT
Furono 25 equipaggi alla partenza e 12 al traguardo.
La gara viene ricordata per essere stata l'ultima della storia ad essere disputata sul Clypse Course.

### Arrivati al traguardo (posizioni a punti)
| Pos | Pilota            | Passeggero        | Moto    | Tempo      | Punti |
| --- | ----------------- | ----------------- | ------- | ---------- | ----- |
| 1   | Walter Schneider  | Hans Strauß       | BMW     | 1h 29:03.8 | 8     |
| 2   | Florian Camathias | Hilmar Cecco      | BMW     |            | 6     |
| 3   | Fritz Scheidegger | Horst Burkhardt   | BMW     |            | 4     |
| 4   | Helmut Fath       | Alfred Wohlgemuth | BMW     |            | 3     |
| 5   | Edgar Strub       | Mick Woollett     | BMW     |            | 2     |
| 6   | Owen Greenwood    | Terry Fairbrother | Triumph |            | 1     |